# Padre Bernardo (kommun)
Padre Bernardo är en kommun i Brasilien.   Den ligger i delstaten Goiás, i den centrala delen av landet, 60 km nordväst om huvudstaden Brasília. Antalet invånare är 27 689.
Följande samhällen finns i Padre Bernardo:
- Padre Bernardo

Omgivningarna runt Padre Bernardo är huvudsakligen savann. Runt Padre Bernardo är det mycket glesbefolkat, med 7 invånare per kvadratkilometer.